# Nero AG
Nero AG 创立于 1995 年，是世界领先的数字多媒体软件公司, 由Richard Lesser所创立。总部设立于德国卡斯鲁厄，在美国洛杉矶、日本横滨、中国杭州设有子公司(subsidiary)。现任CEO为Patrick Heise。
公司以用来编写CD与DVD的套装软件“Nero Burning ROM"而闻名。现致力于多媒体内容在任何时候、任何地方、任何设备上自由流动，拥有软件硬件产品17个，服务覆盖全球数十个国家；目前已销售软件3亿拷贝，拥有5千多万在用客户，并与众多知名IT企业建立了良好的合作关系

## 发展历程
1995年，Ahead软件有限公司由Richard Lesser在巴登-符腾堡州成立。2001年，该公司最初名为Ahead Software AG，2005年初更名为Nero AG。
尼禄总部设立于德国卡斯鲁厄，在美国洛杉矶（Nero Inc.，成立于2001年）、日本横滨（Nero K.K.，成立于2004年）、中国杭州（Nero Ltd.，成立于2007年）设立了子公司（Subsidiary）。尼禄（杭州）软件有限公司成立于2007年，是Nero AG在中国成立的唯一独资企业，是Nero AG的重要研发基地，致力于包括核心技术在内的各方面战略技术及产品的研发，采用和德国总公司相同的开发流程和方法，致力于打造国际化的开发团队。
2009年，在德国成立两家子公司：Nero Development and Services GmbH和Nero EMEA Sales GmbH。
2014年，Nero AG及其两个子公司Nero Development and Services GmbH和Nero EMEA Sales GmbH将其总部迁至卡尔斯鲁厄。

## 产品
尼禄软件从起初销售单一的刻录软件，到现在已经成为了“数字媒体技术的领导者",推出了广泛的产品，涵盖多媒体文件传输、数据保护、刻录等多种功能。从一个刻录程序发展为一个多媒体软件包。主要包括：
- 翻录、复制、刻录和保护数据的Nero burning ROM
- 用于存档、分类、创建和播放媒体文件Nero Media Home，
- 用于翻录和转换多媒体内容的Nero Recode，
- 用于创建、编辑和转码视频内容以及将视频内容刻录到带有菜单的视频光盘上的Nero Video。

第11版发布以来，Nero Cover Designer（用于创建封面）、Nero WaveEditor（用于编辑音乐文件）和Nero SoundTrax（用于混合和数字化音乐曲目）不再包含在软件包中，可以从尼禄的网站免费下载。
此外，公司还售卖具有扩展功能的硬件设备，比如将手机内容投屏至电视的Nero Easy Stream Stick，保护钱包免受犯罪数据扫描，防止数据盗窃的Nero RFID Blocking Card，防止黑客、情报部门、网站访问设备摄像头进行监视的防监控设备Nero Webcam Cover等。
公司还开发了移动应用程序，支持在Google应用商店和Apple APP Store下载。包括投屏APP 1001TVs，图片处理工具Nero AI Image Upscaler，Nero Burning ROM及Nero BackItUp均支持多种方式下载。2023年积极投身AI，创立新品牌Nero AI （页面存档备份，存于），开发了多AI图片处理的软甲。

独立软件产品
Nero Platinum Suite：包含Nero全部个人产品的PC端下载；涵盖照片整理、视频处理剪辑、备份方案解决、电脑加速等功能的PC工具箱
Nero AI Photo Tagger：照片分类整理工具
Nero MediaHome：用于存档、分类、创建和播放媒体文件的通用媒体中心
Nero Video：创建、编辑和导出视频和幻灯片
Nero BackItUp：数据自动备份、加密保护工具
Nero TuneItUp PRO：电脑系统检测优化，网速提升
Nero Recode：将音乐、视频文件按需求转化为各种设备支持的格式
Nero USBxCopy：同时复制数据至多个USB设备
Nero DuplicateManager Photo：通过删除重复相似图像优化图像存储空间
Video Downloader Ultimate：独立于浏览器，在线视频高清下载，支持多种格式转换
1001 TVS （页面存档备份，存于）：电脑、手机、电视多平台投屏应用
Nero AI Video Upscaler （页面存档备份，存于）：视频画质增强，修复VHS,DVD等
Nero AI Image Upscaler （页面存档备份，存于）：图片画质增强，一键增强到4K， 人脸美容
硬件产品
Nero Easy Stream Stick ：将移动端设备内容连接到大屏幕
Nero Bluetooth 5.0 Audio AUX-Adapter：蓝牙音频适配器，使汽车音响成为播放器
Nero RFID Blocking Card：保护钱包免受犯罪数据扫描，防止数据盗窃
Nero Webcam Cover：反监控设备；防止黑客、情报部门、网站访问设备摄像头进行监视
Nero Recode Stick：磁带唱片数字化转换，可以在电脑、手机、电视上观看
免费产品：
免费产品：
Nero MediaHome Free
TuneItUp Free
Nero Score
免费工具：
Nero SoundTrax
Nero CoverDesigner
Nero WaveEditor
Nero AI （页面存档备份，存于）

移动应用程序：
airBurn App  Nero BackItUp DriveSpan KnowHow 1001tvs
Nero Streaming Player
Nero MediaHome WiFi Sync
Nero Lens （页面存档备份，存于） - Nero AI Image Upscaler （页面存档备份，存于）（PC）
Erasee AI （页面存档备份，存于）--去除背景
尼禄微软商店应用程序：
Nero DVD Player （页面存档备份，存于）
Nero AI Image Upscaler
Nero Score
Nero Video
Nero Burning ROM
Nero BackItUp
Nero AI PhotoTagger
Nero MKV Converter
Nero Platinum 2023
Nero Platinum 2023是Nero Platinum的最新版本，其内整合了数十款产品，是一款功能强大的多媒体软件套装。相比之前的版本，Nero Platinum 2023有十大重要更新，其中的多项更新与AI联系紧密，包括Nero Video中的动作追踪，新的Image upscaler等。
- Nero Video 现已支持8K和HEVC格式 – 可剪辑8K视频；支持HEVC格式，比H.264格式快200%。
- Nero Recode现已支持8K和HEVC格式 – 在保证视频质量不变的情况下，新的编解码器压缩速率可提高50%。
- Motion tracking – 该功能允许您跟踪和模糊视频中的移动对象。
- New Image Upscaler 2.0 – 更多的AI模型；GPU加速；多文件上传。
- 多款软件支持HEIC/HEIF格式 – 支持软件包括 Nero MediaHome, AI Photo Tagger, Nero DuplicateManager。
- Nero MediaHome中加入A-B Repeat playback – 设置A点和B点，可多次观看所截取片段。
- Nero MediaHome中加入歌词显示 – 可在线加载和搜索歌词。
- Nero Score支持顺序和随机读写测试 – 基于真实场景，测试硬盘在加载游戏和硬盘的真正潜力。
- Nero Score支持 DirectX11 3D 渲染测试 – 基于真实场景，测试电脑在渲染基于DirectX11 3D场景下的能力。
- New PhotoSnap 2.0 – 更多的滤镜；可同时导入数百张照片。

#### Nero Platinum 2024
- Nero Motion Tracker

| Nero Motion Tracker 的独立安装包，视频编辑中运动追踪及模糊物体 |
| 支持250+的贴纸，特效， 艺术字等，在视频编辑中加入              |
| 支持视频中加入文字编辑                                         |
| 自动脸部追踪                                                   |

- Nero AI Image Upscaler

| 支持在线模式，包括脸部增强 |
| 设置默认ai增强模型         |
| 支持webp格式               |
| 专属Facebook社群           |

- Nero Burning ROM；可以将*.nrg 的格式翻录成音频格式，nrg格式是nero专属的刻录文件拓展名
- Nero Screen Recorder； 全新的产品，Nero录屏软件， windows录屏，声音输入，任意尺寸录制等
- Nero PhotoSnap；图像增强，高级调色功能
- Nero DuplicateManager Photo； Raw格式支持，相似图片识别算法更新
- Nero Recode； 外部字幕导入，字幕编辑等；外部字幕导入，字幕编辑等
- Nero Video；支持 GeForce RTX 40 系列 GPU；在线模板库 （页面存档备份，存于）